# Schlittschuh-Club Rapperswil-Jona Lakers
I Rapperswil-Jona Lakers sono una squadra di hockey su ghiaccio svizzera, fondata nel 1945 con sede a Rapperswil-Jona, nel Canton San Gallo. Attualmente la squadra milita nel massimo campionato svizzero, la National League.

## Storia
Nel corso della storia della squadra non si è mai conquistato alcun titolo, mentre alcuni anni la società ha cambiato il proprio nome. Questa è la cronistoria:
- 1945: nascita del Schlittschuh Club Rapperswil- Jona
- 1994: promozione della squadra nella National League A
- 13 luglio 2000: nascita della società SCRJ Sport AG
- 2005: mutamento del nome in Rapperswil-Jona Lakers
- Nella stagione 2014/15 la squadra e stata rilegata alla retrocessione nella Swiss League.
- Nell'aprile 2018, la squadra  ha vinto il campionato nella Swiss League e si è quindi qualificata per il campionato contro l'EHC Kloten. In una serie  competitiva, ha vinto la settima partita ai  tempi supplementari contro in Kloten  ed è ritornato nuovamente in National League.
- Nella stagione 2020/21 il Rapperswil ha ottenuto il decimo posto nelle qualificazioni e ha prevalso contro l'EHC Biel nei pre-playoff. Nei successivi quarti di finale contro l'HC Lugano, hanno vinto clamorosamente con 4:1. Segnando la loro stagione di maggior successo negli ultimi 15 anni.

## Pista
La pista del Rapperswil è la Sankt. Galler Kantonalbank Arena, inaugurata nel 1987, che può ospitare circa 6.200 spettatori.  Nel 2005, insieme alla ristrutturazione societaria, fu rinnovato anche lo stadio, e la famosa società di carte di credito Diners Club finanziò i lavori con 1,5 milioni di franchi, la pista venne rinominata Diners Club Arena. Nel 2016 la banca cantonale di San Gallo diviene il nuovo sponsor principale della pista e il nome dell'impianto cambia in St. Galler Kantonalbank Arena.